# Thomastown
Thomastown (in irlandese: Baile Mhic Andáin) è una cittadina nella contea di Kilkenny, in Irlanda.